# Собкевич Антон Іванович
Антон Іванович Собкевич (1 березня 1883, Максимовичі — 1945, Київ) — доктор медицини, фтизіатр, професор Київського медичного інституту, директор Київського туберкульозного інституту.

## Біографія

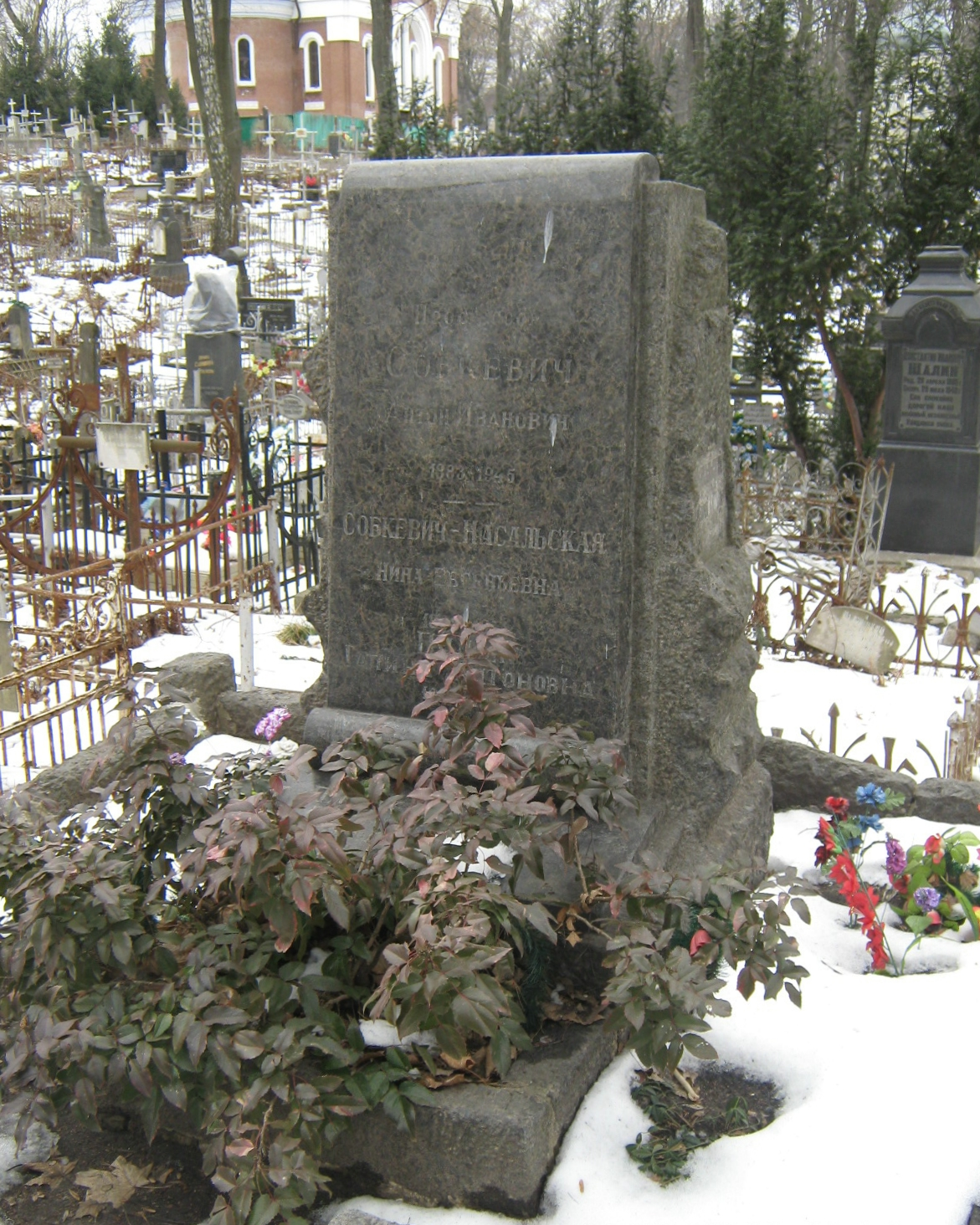
Могила Антона Собкевича

Антон Собкевич народився в селі Максимовичі Радомишльському повіту Київської губернії. Закінчив Києво-Софійське духовне училище, згодом духовну семінарію.
У 1904 році поступив у на медичний факультет Томського університету. Під час навчання займався науковими дослідженнями, друкував статті в журналах. Його роботи були відзначені золотими медалями. У 1910 році його залишили в університеті для викладання та науково-дослідницької діяльності.
Під час Першої світової війни був головним лікарем санітарно-інфекційного лазарету на Західному фронті. У 1918 році повернувся до Томського університету, захистив дисертацію на здобуття ступеня доктора медицини.
У 1921 році його обрали співробітником Української академії наук, після чого він переїхав до Києва. З 1922 року до смерті прожив в особняку за адресою Овруцька, 19.
З 1922 року в Київському медичному інституті на посадах доцента, заступника декана, декана медичного факультету, з 1924 року завідував доцентурою з туберкульозу. З 1926 по 1929 рік був директором Київського НДІ туберкульозу.
У 1930 році заарештували за звинуваченням у «буржуазному націоналізмі» — читав лекції українською мовою та носив вишивані сорочки. У зв'язку з цим його майно конфіскували, а будинок із садибою передали у власність кабельного заводу
У 1931—1935 роках професор Київського фармацевтичного інституту, після цього до 1938 року науковий співробітник Київського НДІ гігієни харчування. З 1938 року за станом здоров'я на пенсії.
Помер у 1945 році. Похований в Києві на Лук'янівському цвинтарі (ділянка № 13-ІІ, ряд 10, місце 1).

## Наукова діяльність
Його робот присвячені проблемам туберкульозу, питанням харчування.
Основні праці
- «Наука про харчування та їжу» (1927);
- «Туберкульоз: Посібник для медвишів» (1931)[1].

## Захоплення
Займався колекціонуванням картин. У його колекції були картини Врубеля М.О., Крамського І.О, Мурашка О. О., Світославського С. І.. Після його смерті спадкоємці передали картини в державну власність